# Cynara cardunculus
Cynara cardunculus, conhecida por cardo-coalheiro ou cardo-leiteiro, é, como a alcachofra, um cardo na família Asteraceae. É uma espécie natural que inclui a alcachofra de globo, e tem muitas formas cultivadas. É nativa das regiões do Oeste e central do Mediterrâneo, onde foi domesticada na antiguidade.
É uma planta autóctone em Portugal. Conhecido pelo seu efeito coagulante natural, usado no fabrico de queijos, como o Queijo Serra da Estrela, Queijo de Nisa, entre outros.

## Descrição
Este cardo selvagem é uma planta herbácea perene que pode crescer até ao  1,5  m de altura. As flores são violetas-roxas., agrupadas em grandes capítulos de receptáculo carnudo. As brácteas do invólucro são de cor verde-violácea, com base carnuda e terminando em espinha.

## Usos medicinais e princípios activos
O Cardo-coalheiro é rico em cinarina, que lhe dá o sabor amargo, taninos, inulina, enzimas, sais de potássio e provitamina A.
Desintoxicante, é indicado para problemas de fígado e rins, colesterol, gota e arteriosclerose.
A sua acção de diminuição do nível de glucose no sangue torna-o especialmente interessante para diabéticos.
Pelo seu efeito coagulante do leite não deve ser consumido durante o período de amamentação.